# Copa Davis de 2019
A Copa Davis de 2019 foi a 108ª edição do mais importante torneio entre países do tênis masculino.
O formato de disputa foi alterado, em um processo de transição que tomaria uma forma mais definitiva em 2022.
O Grupo Mundial foi trocado pelo ciclo das Finais. A novidade é que a fase principal dele aconteceria em sede única, com número pré-definido de equipes, algo que remete, em algum ponto, ao praticado pela Federation Cup (1963-1994), antigo nome da Fed Cup.
Os jogos, antes disputados no melhor de 5 sets, passaram a ser melhor de 3. Os confrontos, somente na fase de grupo das Finais, reúnem apenas três partidas: duas de simples e uma de duplas.
A Espanha conquistou seu sexto título (o primeiro desde 2011) derrotando o Canadá por 2 a 0 na final. Rafael Nadal recebeu o prêmio de jogador mais valioso (MVP) por seu desempenho no torneio, após vencer todos os oito jogos que disputou.

## Finais

### Qualificatório
As equipes vencedoras se classificam para a fase de grupos, em novembro.
Datas: 1 e 2 de fevereiro de 2019.
| Cidade     | Piso             | C  | Equipe mandante | C  | Equipe visitante     | Resultado |
| ---------- | ---------------- | -- | --------------- | -- | -------------------- | --------- |
| Uberlândia | saibro (coberto) |    | Brasil          | 1  | Bélgica              | 1–3       |
| Tashkent   | duro (coberto)   |    | Uzbequistão     | 2  | Sérvia               | 2–3       |
| Adelaide   | duro             | 3  | Austrália       |    | Bósnia e Herzegovina | 4–0       |
| Calcutá    | grama            |    | Índia           | 4  | Itália               | 1–3       |
| Frankfurt  | duro (coberto)   | 5  | Alemanha        |    | Hungria              | 5–0       |
| Bienna     | duro (coberto)   | 6  | Suíça           |    | Rússia               | 1–3       |
| Astana     | duro (coberto)   | 7  | Cazaquistão     |    | Portugal             | 3–1       |
| Ostrava    | duro (coberto)   | 8  | Chéquia         |    | Países Baixos        | 1–3       |
| Bogotá     | saibro (coberto) |    | Colômbia        | 9  | Suécia               | 4–0       |
| Salzburgo  | saibro (coberto) | 10 | Áustria         |    | Chile                | 2–3       |
| Bratislava | saibro (coberto) |    | Eslováquia      | 11 | Canadá               | 2–3       |
| Cantão     | duro             |    | China           | 12 | Japão                | 2–3       |

O evento ocorreu na Caja Mágica, em Madri, na Espanha, em piso duro coberto, entre 18 e 24 de novembro de 2019. Dezoito equipes disputaram o troféu.
- 4 semifinalistas da edição anterior (Croácia, Espanha, Estados Unidos e França);
- 2 convites (wild cards: WC), selecionados por um comitê organizador, que não participaram do qualificatório (Argentina e Grã-Bretanha);
- 12 vencedores do qualificatório, realizado em fevereiro de 2019.

### Fase de grupos
| Grupo A                 | Grupo B                    | Grupo C                      | Grupo D                        | Grupo E                                    | Grupo F                          |
| ----------------------- | -------------------------- | ---------------------------- | ------------------------------ | ------------------------------------------ | -------------------------------- |
| Sérvia · França · Japão | Espanha · Rússia · Croácia | Alemanha · Argentina · Chile | Austrália · Bélgica · Colômbia | Grã-Bretanha · Cazaquistão · Países Baixos | Canadá · Estados Unidos · Itália |

### Fase final
|  |                  |                  |                  |                |   |              |                |            |  |  |       |       |       |
|  | Quartas de final | Quartas de final | Quartas de final |                |   | Semifinais   | Semifinais     | Semifinais |  |  | Final | Final | Final |
|  | Quartas de final | Quartas de final | Quartas de final |                |   | Semifinais   | Semifinais     | Semifinais |  |  | Final | Final | Final |
|  | 22 de novembro   |                  |                  |                |   |              |                |            |  |  |       |       |       |
|  |                  |                  |                  |                |   |              |                |            |  |  |       |       |       |
|  | 1º A             | Sérvia           | 1                |                |   |              |                |            |  |  |       |       |       |
|  | 1º A             | Sérvia           | 1                | 23 de novembro |   |              |                |            |  |  |       |       |       |
|  | 2º B             | Rússia           | 2                |                |   |              |                |            |  |  |       |       |       |
|  | 2º B             | Rússia           | 2                |                |   | Rússia       | Rússia         | 1          |  |  |       |       |       |
|  | 21 de novembro   |                  |                  |                |   | Rússia       | Rússia         | 1          |  |  |       |       |       |
|  |                  |                  | Canadá           | Canadá         | 2 |              |                |            |  |  |       |       |       |
|  | 1º D             | Austrália        | Canadá           | Canadá         | 2 | 1            |                |            |  |  |       |       |       |
|  | 1º D             | Austrália        |                  |                |   | 1            | 24 de novembro |            |  |  |       |       |       |
|  | 1º F             | Canadá           | 2                |                |   |              |                |            |  |  |       |       |       |
|  | 1º F             | Canadá           | 2                |                |   | Canadá       | Canadá         | 0          |  |  |       |       |       |
|  | 22 de novembro   |                  |                  |                |   | Canadá       | Canadá         | 0          |  |  |       |       |       |
|  |                  |                  | Espanha          | Espanha        | 2 |              |                |            |  |  |       |       |       |
|  | 1º E             | Grã-Bretanha     | Espanha          | Espanha        | 2 | 2            |                |            |  |  |       |       |       |
|  | 1º E             | Grã-Bretanha     | 23 de novembro   |                |   | 2            |                |            |  |  |       |       |       |
|  | 1º C             | Alemanha         | 0                |                |   |              |                |            |  |  |       |       |       |
|  | 1º C             | Alemanha         | 0                |                |   | Grã-Bretanha | Grã-Bretanha   | 1          |  |  |       |       |       |
|  | 22 de novembro   |                  |                  |                |   | Grã-Bretanha | Grã-Bretanha   | 1          |  |  |       |       |       |
|  |                  |                  | Espanha          | Espanha        | 2 |              |                |            |  |  |       |       |       |
|  | 2º C             | Argentina        | Espanha          | Espanha        | 2 | 1            |                |            |  |  |       |       |       |
|  | 2º C             | Argentina        |                  |                |   |              |                |            |  |  |       |       |       |
|  | 1º B             | Espanha          | 2                |                |   |              |                |            |  |  |       |       |       |
|  | 1º B             | Espanha          | 2                |                |   |              |                |            |  |  |       |       |       |

### Final

#### Canadá vs. Espanha
| Canadá 0 | Madri, Espanha 24 de novembro de 2019 Estádio Manolo Santana | Madri, Espanha 24 de novembro de 2019 Estádio Manolo Santana          | Espanha 2 |      |   |            |   |  |
| \| 1 \| \| Félix Auger-Aliassime Roberto Bautista Agut \| 63 7 \| 3 6 \| \| \| \| 2 \| \| Denis Shapovalov Rafael Nadal \| 3 6 \| 67 9 \| \| \| \| 3 \| \| Vasek Pospisil / Denis Shapovalov Marcel Granollers / Feliciano López \| \| \| \| não jogado \| \| 4 \| \| \| \| \| \| \| \| 5 \| \| \| \| \| \| \| |                                                              |                                                                       |           |      |   |            |   |  |
| |                                                              |                                                                       | 1         | 2    | 3 | 4          | 5 |  |
| 1 | Canadá · Espanha                                             | Félix Auger-Aliassime Roberto Bautista Agut                           | 63 7      | 3 6  |   |            |   |  |
| 2 | Canadá · Espanha                                             | Denis Shapovalov Rafael Nadal                                         | 3 6       | 67 9 |   |            |   |  |
| 3 | Canadá · Espanha                                             | Vasek Pospisil / Denis Shapovalov Marcel Granollers / Feliciano López |           |      |   | não jogado |   |  |
| 4 | Canadá · Espanha                                             |                                                                       |           |      |   |            |   |  |
| 5 | Canadá · Espanha                                             |                                                                       |           |      |   |            |   |  |